# Јусуф-агини политички назори (приповетка)
Јусуф-агини политички назори је мање позната приповетка српског књижевника Стевана Сремца са тематиком из нишког живота с краја 19. века и са већ познатим нишким идиомом који је одлика говора јунака и ове приповетке. Иако је главни лик ове приче Турчин, он је и Нишлија, те је његов говор, у ствари, нишки говор онога периода, онај који је Сремац овековечио у својим делима, „Ивкова слава”, „Зона Замфирова”, „Ибиш-ага”, „Прва жалост Пушина”, „Пазар за старо”, и другима, и тако га „конзервирао” за будуће нараштаје. У овом делу Стеван Сремац је убедљиво исказао снагу политичке тендециозности и свога приповедачког талента, а интересантно поднебље нишког краја и његових становника на најбољи начин представио је српској књижевној публици на крају 19 и на почетку 20. века.

## О аутору
Стеван Сремац, који је рођен у Сенти у Бачкој, студирао је у Београду, где је завршио Историјско-филолошки одсек на Великој школи. Временом је живећи у Београду, Нишу, Пироту и другим српским градовима сазревао као професор и књижевник и тако постао један је од најзначајнијих и најчитанијих српских реалистичких писаца.

Стицајем околности Сремац ће свој живот и креативне моћи највише посветити граду Нишу који је упознао као добровољац у српско-турским ратовима од 1876. до 1878. године. Наиме Сремчев први сусрет са градом Нишом био је драматичан и замало фаталан. Када је у току 1876. прекинуо студије укључио се ка учесник добровољац у Српско-турском рату 1876–1877. године, у чувеној „Ђачкој батерији”, коју је предводио песник Милан Кујунџић Абердар. Према запису Сретена Пашића, 
Сремац се на Савиндан 1877. године замало није смрзнуо надомак Ниша, док је његова јединица по сњежној мећави улазила у овај град из алексиначког правца. Изнемоглог Сремца спасио је војник Михаило Церовић, тако што је присилно зауставио коњску запрегу, која је случајно наишла друмом, послије чега су га другови смјестили у кола и тиме га спасили од сигурне смрти. 
Као професор нишке гимназије, оснивач прва читаоница за грађане и позоришта, у новоослобођеном крају старе Србије Сремац је заволео патријархални живот у Нишу. У њему и о њему ће касније написати скоро сва своја вреднија литерарна дела. Овај град ће постати и остати Сремчева трајна књижевничка инспирација. А у том постосманлијском Нишу, тек изашлом из културне и економске беде, Стеван Сремац је помно пратио и – бележио.
Бележница је често била у његовој руци, не само у школи и на часовима и после њих већ у веселом друштву кафана „Маргер”, „Босна”, „Еснаф” и других. Хтео је да сачува од заборава весело „живување” старих Нишлија, тај „примитиван али срдачан и раздраган свет”. „Ивкову славу” ће и завршити речима „Моје је било да споменем... 
Колику је популарност Стевану Сремцу као писцу донело то сликање људи и живота старога Ниша, у време када су се појављивала његова дела „Ивкова слава”, „Зона Замфирова”, „Ибиш-ага” и друга, а и знатно потом, сведочи овај суд критичара Јована Скерлића:
„Када би широка књижевна публика наша имала у једном плебисциту да каже кога сматра за највећег српског приповедача и чије књиге су њено најдраже штиво, несумњиво је да би највећи број гласова добио Стеван Сремац. 

## Општа разматрања
Приповетка „Јусуф-пашини поличички назори” представља један од снажних, помало Нушићевског, израза Сремчеве политичке тендециозности (о којој говори Јован Скерлић), те покушај сатиричке одбране политике „краља мученика“ (Милана Обреновића) након његове абдикације 1889. године и тријумфалног пута у Свету земљу.
Парадокс у Јусуф-агиним политичким погледима, произлази у овом делу из комичног упоређивања написа у српској и турској штампи о наведеном поклоничком путовању Милана Обреновића. Док је на тим путовањима турска штампа величала свргнутог српског краља, српска штампа га је проглашавала за „демона Српства“. На крају се Јусуф-агине сатиричке инвективе преображавају у гротескну причу о некадашњем његовом чивчији Ванету, који је у старо доба „чувао волови и магарики“, а сад у „Србији Слободији“ сједи у скупштини и пише краљевске законе.
Од оног фељтонског, али драгоценог за атмосферу приче, до кључне слике у овој приповеци је оживотворен стари Ниш, његов сентимент и парадоксе, старе Нишлије и „витешког краља Милана”, како Сремац истиче „са болном раном у себи”.

## Радња приповетке
Радња приповетке почиње оног дана 1889. године, када је краљ Милан абдицирао а после кренуо у обилазак светих места… Ма колико да је тај владар имао мана, ма коли ко да је и сам носио зао удес свој у себи и у својим делима својим, Сремац га описује као једну импозантну уистини трагичну личност—описујући га као човека:
Који за све што га је у животу снашло, није он сам крив него и сви ми. Данас је то можда рано и непопуларно казати, али ће иза нас доћи поштенија генерација… која ће метнути руку на срце при пресуди, која ће говорити ‘и к себи и од себе’. Тада ће овај мученик добити прави суд свој. Неће ваљда довек званични и полузванични историци писати историју!
Прича и полемика, која се у овом делу нпр. води у кафани „Европа” траје све до маестрално фиксиране поенте:
Да ли су српске новине турске, јер све лоше пишу о краљу Милану, а турске, доскорашњег непријатеља, високо уздижу госта  у Истанбулу.
На крају се Јусуф-агине сатиричке инвективе преображавају у гротескну причу о некадашњем његовом чивчији Ванету, који је у старо доба „чувао волови и магарики“, а сад у „Србији Слободији“ сједи у скупштини и пише краљевске законе.

## Језик приповетке
Писац не би могао да се зове Стеван Сремац да у ову причу није увео литерарно богатство свог изворног талента и особеног чула за народни језик, анегдоту, патину народну, „и да кроз језик, мисао, намеру протка шареним плетивом, као древне ткаље на разбојима”.
Дијалози у Јусуф-агиним политичким назорима написани су на дијалекту, а то значи да је и највећи део ове приповетке на дијалекту који је Сремац користио и у осталим делима из нишког живота, који је специфичнији у односу на језик града Ниша, о коме говори Пол-Луј Тома у студији Говори Ниша и околних села, али и са савременим стањем.